# Градіште (Молдова)
Градіште (рум. Gradiște) — село в Молдові в Чимішлійському районі. Є центром однойменної комуни, до складу якої також входить село Юріївка.